# Cubo de bolsillo

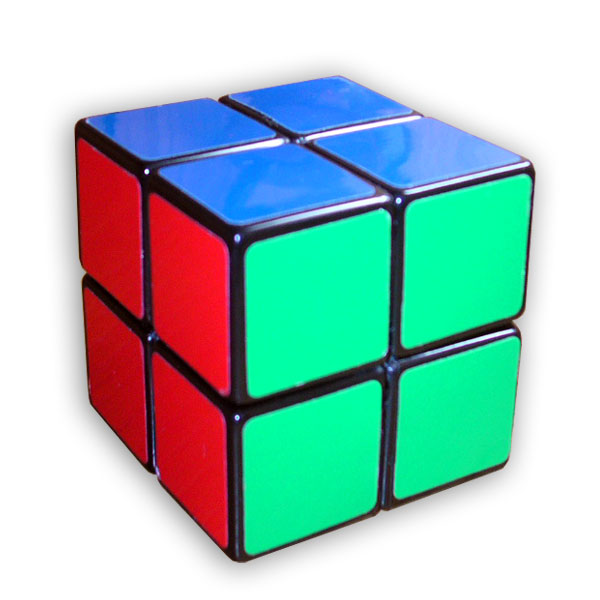
Cubo 2x2 resuelto.

El 2x2 (también conocido como Minicubo, Mini Rubik o Cubo de hielo o Cubo de Bolsillo) es el equivalente de un Cubo de Rubik pero de dimensión 2x2x2. Aunque mecánicamente es más complejo que el Cubo de Rubik, su resolución es mucho más sencilla, ya que es análoga a reordenar únicamente los vértices de un cubo de Rubik estándar 3x3x3.
El método de resolución más común para principiantes supone avanzar capa por capa, de manera similar a como se hace en muchos algoritmos para el cubo de 3x3x3. Algunos métodos populares entre cubistas "de velocidad" son los de Ortega y Guimond, que orientan las dos capas (del cubo de 2x2x2) separadamente y luego permutan hasta juntarlo todo, haciendo CLL, lo cual resuelve el cubo mediante un solo algoritmo una vez que la primera capa o estrato está completa. También EG, que extiende CLL con algoritmos adicionales para resolver el cubo en un solo método después de haber completado una cara.

## El rompecabezas Nichols Cubo
En 1957, diecisiete años antes de la invención de Ernő Rubik popularmente conocido como "Cubo de Rubik", Larry Nichols concibió un cubo rompecabezas giratorio con seis caras de colores. Era un cubo 2 x 2 x 2 ensamblado a partir de ocho unidades de cubos con imanes en sus caras interiores, permitiendo que los cubos girasen en grupos de cuatro en torno a tres ejes. El objeto del rompecabezas era mezclar los colores en las caras del cubo y luego restaurarlos.
Después de hacer muchos modelos preliminares, en 1968 se construyó un prototipo de trabajo, y el 11 de abril de 1972, patente de EE. UU. 3 655 201 se emitió cubriendo el Cubo de Nichols. La patente se centró en el rompecabezas 2 x 2 x 2 pero mencionó la posibilidad de versiones más grandes.

## Permutaciones

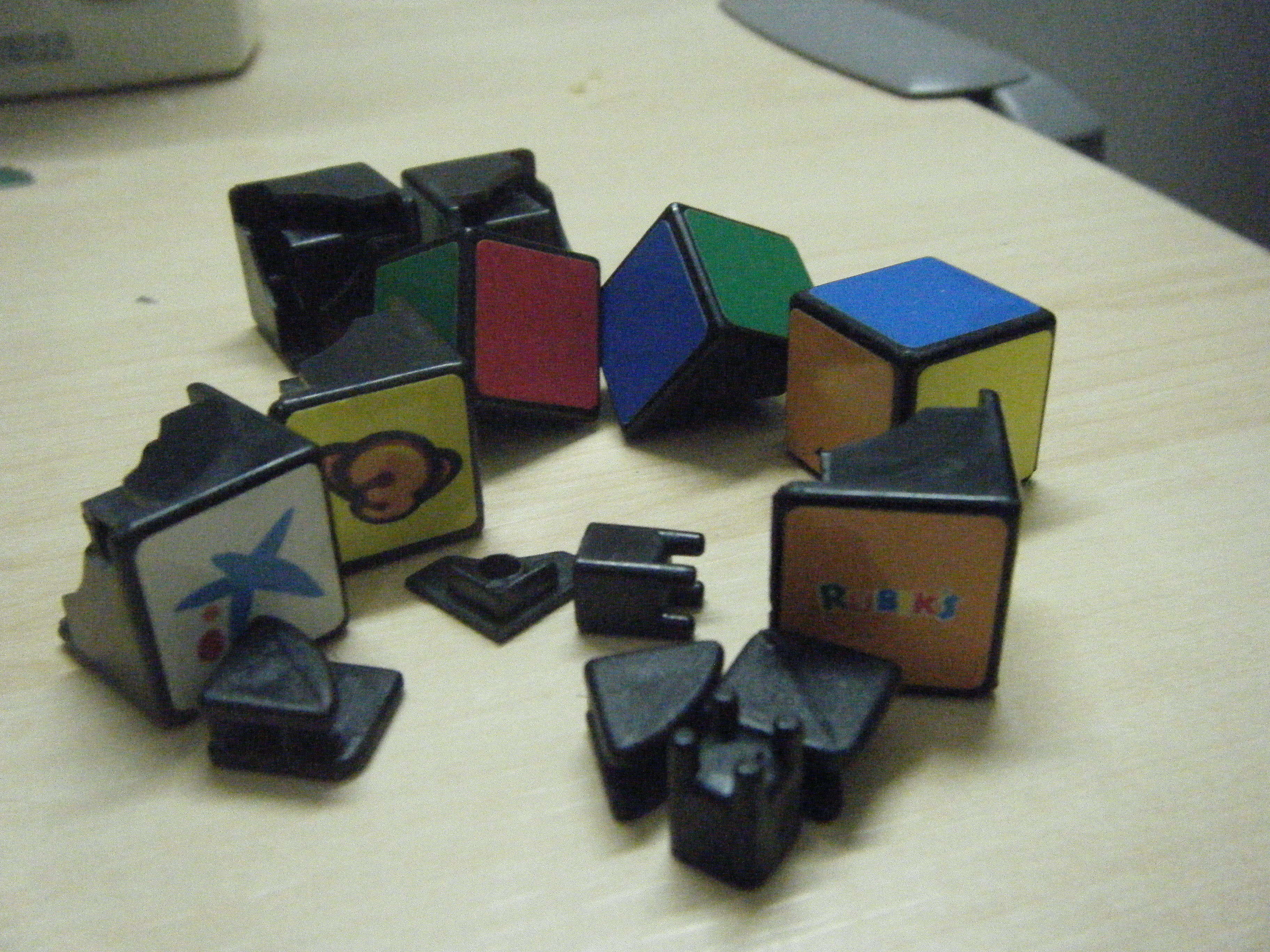
Pocket Cube desarmado.

Para este cubo existen 3 674 160 configuraciones posibles, como se justifica a continuación.
Cualquier permutación de los ocho vértices es posible (8! posiciones), y siete de ellos pueden ser rotados independientemente (37 posiciones). Nada hay que caracterice la orientación del cubo en el espacio, lo cual reduce las posiciones por un factor de 24 (cada una de las 6 caras podría ser la base sobre la que se apoya en el suelo, y para cada una de esas 6 posibilidades, podría presentarnos 4 caras distintas, lo cual da 24 posibilidades en total). Este factor no aparece al calcular las permutaciones de N×N×N cubos con N impar, dado que esos puzles tienen centros fijos que determinan la orientación espacial del cubo. El número de posibles configuraciones del cubo es
{\displaystyle {\frac {8!\times 3^{7}}{24}}=7!\times 3^{6}=3~674~160}
El máximo número de giros requerido para resolver el cubo es de hasta 11 giros completos, (o de hasta 14 cuartos de giro). A los once giros se le conoce como algoritmo de Dios y se le conece con el símbolo δ.
El número f de configuraciones que requieren n giros completos y el número q de configuraciones o estados que requieren n cuartos de giro son:
| δ  | f         | q         |
| -- | --------- | --------- |
| 0  | 1         | 1         |
| 1  | 9         | 6         |
| 2  | 54        | 27        |
| 3  | 321       | 120       |
| 4  | 1847      | 534       |
| 5  | 9992      | 2256      |
| 6  | 50 136    | 8969      |
| 7  | 227 536   | 33 058    |
| 8  | 870 072   | 114 149   |
| 9  | 1 887 748 | 360 508   |
| 10 | 623 800   | 930 588   |
| 11 | 2644      | 1 350 852 |
| 12 | 0         | 782 536   |
| 13 | 0         | 90 280    |
| 14 | 0         | 276       |

## Récord
El récord mundial en la resolución del cubo de bolsillo pertenece al polaco Teodor Zajder, quien lo resolvió en  0.43 segundos.
El récord mundial en el promedio de 5 resoluciones pertenece al chino Yiheng Wang con un tiempo de 0.88 segundos, haciendo los siguientes tiempos: (1.26), (0.84), 0.91, 0.89 y 0.85.